# Rallicola zumpti
Espèce
Rallicola zumpti est une espèce de poux de la famille des Philopteridae et de l'ordre des Phthiraptera. On le trouve notamment sur certaines espèces d'oiseaux comme celles de la famille des Rallidae. 
Il a été découvert et décrit pour la première fois par Stefan von Kéler en 1951 sur des râles atlantis de l'Île Inaccessible, dans le centre de l'Atlantique sud.
À l'origine, l'espèce fut nommée par Kéler Parricola zumpti avant d'être plus tard reclassée dans le genre Rallicola.
Les spécimens ayant permis l'identification de l'espèce furent 10 mâles, 6 femelles et 10 nymphes.